# Гранес
Гране́с (фр. Granès) — коммуна во Франции, находится в регионе Лангедок — Руссильон. Департамент коммуны — Од. Входит в состав кантона Кийан. Округ коммуны — Лиму.
Код INSEE коммуны — 11168.

## Население
Население коммуны на 2008 год составляло 126 человек.
| 1962 | 1968 | 1975 | 1982 | 1990 | 1999 | 2008 |
| ---- | ---- | ---- | ---- | ---- | ---- | ---- |
| 93   | 96   | 82   | 95   | 111  | 124  | 126  |

## Экономика
В 2007 году среди 85 человек в трудоспособном возрасте (15—64 лет) 57 были экономически активными, 28 — неактивными (показатель активности — 67,1 %, в 1999 году было 69,4 %). Из 57 активных работали 51 человек (28 мужчин и 23 женщины), безработных было 6 (4 мужчины и 2 женщины). Среди 28 неактивных 10 человек были учениками или студентами, 7 — пенсионерами, 11 были неактивными по другим причинам.